# Onygenales
De Onygenales vormen een orde van schimmels (fungi) uit de klasse Eurotiomycetes.
Tot deze orde behoren allerlei membraanachtige structuren die worden gevormd in een mazaedium. De vertegenwoordigers van de Onygenales bezitten enzymen waarmee ze het eiwit keratine kunnen verteren en gebruiken als voedingsbron. Hierdoor zijn ze in staat om te groeien op huid, haar, hoornmateriaal en veren.
Belangrijke geslachten zijn Arthroderma en Nannizzia die de seksuele stadia zijn van de respectievelijke anamorfen Trichophyton met de soort Trichophyton rubrum en Microsporum met de soort Microsporum canis. Deze schimmels veroorzaken onder andere huidziekten waaronder het zeer besmettelijke hoofdzeer, ook wel favus (honingraat) of kletskop genoemd, veroorzaakt door de Trichophyton schönleini. Wanneer deze huidafbrekend schimmels of dermatofyten in het laboratorium gekweekt worden op een geschikte voedingsbodem, dan kan eenzelfde mycelium verschillende aseksuele stadia of anamorfen ontwikkelen. Dit verschijnsel wordt synanamorfie genoemd.
Onygenales produceren gymnothecia als vruchtlichamen, waarbij de wanden bestaan uit een kluwen. Hierin bevinden zich een klein aantal, maar vrij grote sferische prototunicate asci of zakjes. Bij het rijpen verdwijnt de wand van de ascus, zodat de sporen vrijkomen.

## Families
Tot de Onygenales worden als gevolg van DNA-sequentie-onderzoek ook de orden Ascosphaerales en Arachnomycetales gerekend. Ook Hibbett et al. 2007 beschouwen ze niet als aparte orden. De plaatsing van deze twee orden onder de Onygenales is echter nog omstreden.
Lumbsch en Huhndorf plaatsen de onderstaande families in de orde Onygenales (niet alle geslachten worden hier weergegeven):
- Ajellomycetaceae met het enige geslacht
  - Ajellomyces
- Arachnomycetaceae met het enige geslacht
  - Arachnomyces
- Arthrodermataceae met drie geslachten
  - Arthroderma
  - Ctenomyces
  - Shanorella
  - Tot deze familie behoren ook de anamorfe geslachten Trichophyton, Epidermophyton en Microsporum.
- Ascosphaeraceae met drie geslachten
  - Arrhenosphaera
  - Ascosphaera
  - Bettsia
- Gymnoascaceae met negen geslachten
  - Acitheca
  - Arachniotus
  - Gymnascella
  - Gymnoascoideus
  - Gymnoascus 
  - Kraurogymnocarpa
  - Mallochia
  - Narasimhella
  - Orromyces
- Onygenaceae met 24 geslachten
  - Arachnotheca
  - Ascocalvatia
  - Bifidocarpus
  - Coccidioides
  - Chlamydosauromyces
  - Leucothecium
  - Onygena
  - Pectinotrichum
  - Testudomyces